# Neena Gupta (mathématicienne)
Pour les articles homonymes, voir Neena Gupta et Gupta.
Neena Gupta est une mathématicienne indienne, professeure à l'unité de Statistiques et de Mathématiques de l'Institut indien de statistiques (ISI), à Calcutta. Ses principaux domaines de recherches sont l'algèbre commutative et la géométrie algébrique affine.

## Formation et carrière
Gupta obtient son diplôme avec spécialisation en mathématiques au Bethune College en 2006. Elle poursuit ses études de mathématiques à l'ISI en 2008 et par la suite, obtient son doctorat en 2011 avec une spécialisation en géométrie algébrique, sous la direction du professeur Amartya Kumar Dutta, avec une thèse intitulée « Some Results on Laurent Polynomial Fibrations and Quasi A* Algebras » portant sur les fibrations des polynômes de Laurent.
De 2008 à 2012, elle est chercheuse à l'institut indien de statistiques (ISI) de l'université de Calcutta, à Calcutta. De 2012 à 2014, elle a travaillé à la INSPIRE Faculty au sein de l'ISI. Depuis juin 2014, elle est professeure agrégée au sein de l'unité des Statistiques et des Mathématiques de l'Institut indien de statistiques de Calcutta.
Gupta fut professeure invitée au Tata Institute of Fundamental Research (TIFR) de mai à décembre 2016, après avoir été chercheuse invitée à l'ISI.

## Prix et distinctions
Gupta reçoit en 2014 le prix Jeune scientifique de l'Indian National Science Academy (INSA) pour la solution qu'elle a proposée au problème d'annulation de Zariski en caractéristique positive. Son travail sur la conjecture lui a également valu la médaille Saraswathi Cowsik en 2013, décernée par l'Association des anciens du TIFR.
En 2013, elle est membre associée à l'Académie indienne des Sciences  et elle reçoit la médaille Saraswathi Cowsik.
En 2014 elle reçoit également le prix Ramanujan de l'Université de Madras.
En 2015, elle est lauréate de la bourse Swarna Jayanti , décerné par le département des sciences et technologies (DST)  indien.
En 2017, elle reçoit le prix B.M. Birla des sciences en mathématiques.
En 2021 elle est lauréate du prix ICTP Ramanujan.

## Publications
- avec S.M. Bhatwadekar et S. Lokhande, Some K-theoretic properties of the kernel of a locally nilpotent derivation on k[X1, . . . , X4], Transactions of American Mathematical Society, 2017[14].
- avec A. K. Dutta, The Epimorphism Theorem and its generalisations, Journal of Algebra and its Applications, (special issue in honour of Prof. Shreeram S. Abhyankar), 14(9) (2015) 15400101–30[15]
- avec S.M. Bhatwadekar, A Note on the Cancellation property of k[X, Y ], Journal of Algebra and its Applications, (special issue in honour of Prof. Shreeram S. Abhyankar) 14(9) (2015)15400071–5[16]
- A Survey on Zariski Cancellation Problem, Indian Journal of Pure and Applied Mathematics, décembre 2015[17]
- On Faithfully Flat Fibrations by a Punctured Line, Journal of Algebra, October 2014[18]
- On the family of affine threefolds x^m y= F(x, z, t), Compositio Mathematica, June 2014[19]
- avec Dhvanita R. Rao, On the non-injectivity of the Vaserstein symbol in dimension three, Journal of Algebra, février 2014
- On Zariski's Cancellation Problem in Positive Characteristic, Advances in Mathematics, septembre 2013
- A Counter-example to the Cancellation Problem for the Affine Space A^3 in Characteristic p, Inventiones Mathematicae, August 2012
- avec Amartya K. Dutta and Nobuharu Onoda, Some Patching Results on Algebras over Two-dimensional Factorial Domains, Journal of Pure and Applied Algebra, juillet 2012
- avec S.M. Bhatwadekar, The Structure of a Laurent Polynomial Fibration in n Variables, Journal of Algebra, Mars 2012
- avec S.M. Bhatwadekar, On Locally Quasi A ∗ Algebras in Codimension-one over a Noetherian Normal Domain, Journal of Pure and Applied Algebra, septembre 2011